# Batalion dowodzenia Wielonarodowej Brygady (część polska)

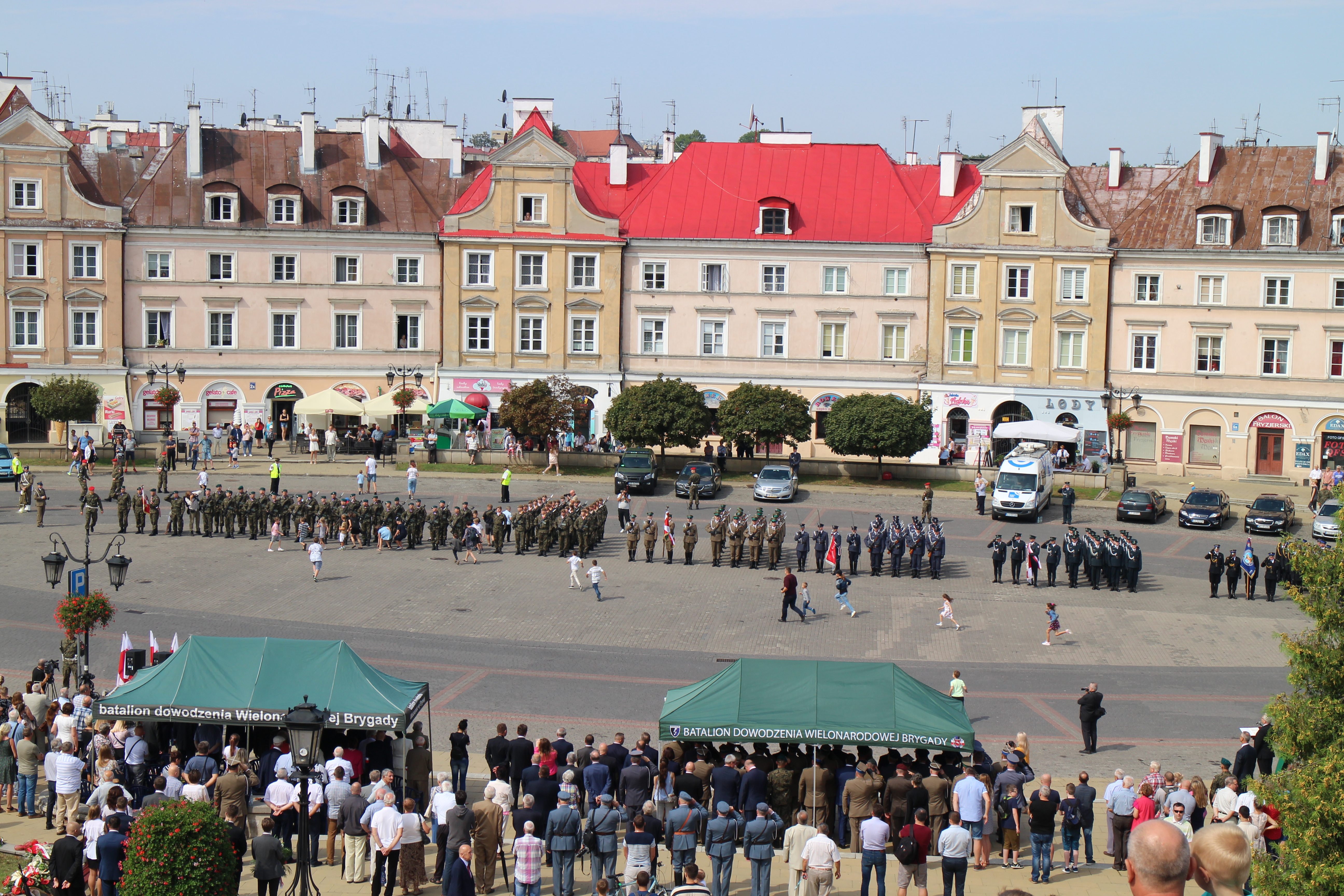
Batalion dowodzenia Wielonarodowej Brygady (Plac Zamkowy w Lublinie, 2018)

Batalion dowodzenia Wielonarodowej Brygady (część polska) – (bdowWB) – pododdział Wojsk Łączności  stacjonujący w Lublinie

## Historia i powstanie
Rozpoczął funkcjonowanie 1 lipca 2011 roku zgodnie z decyzją Ministra Obrony Narodowej Nr Z-92/Org/P1 z dnia 5.11.2010 roku, na bazie batalionu dowodzenia rozformowanej z dniem 30.06.2011 roku 3 Brygady Zmechanizowanej im. R. Traugutta. 
Głównym zadaniem batalionu jest przygotowanie i zabezpieczenie stanowiska dowodzenia  Litewsko-Polsko-Ukraińskiej Brygady w zakresie ćwiczeń narodowych  i międzynarodowych. Działania batalionu zapewniają ciągłość dowodzenia Dowództwa Wielonarodowej Brygady w strukturze organizacyjnej, w otoczeniu zewnętrznym oraz budowaniu pozytywnego wizerunku Sił Zbrojnych w armiach sojuszniczych. 
Decyzją nr Z-63/P1 Ministra Obrony Narodowej z dnia 28.08.2015 r. w sprawie reorganizacji części polskiej Dowództwa Wielonarodowej Brygady (część polska) batalion dowodzenia Wielonarodowej Brygady (część polska)  z dniem 28.12.2015 r. wszedł w podporządkowanie 9 Brygady Wsparcia Dowodzenia Dowództwa Generalnego Rodzajów Sił Zbrojnych w Białobrzegach.  
Minister Obrony Narodowej Decyzją Nr 432/MON z dnia 30.10.2015 roku nadał batalionowi Dowodzenia Wielonarodowej Brygady (część polska) odznakę pamiątkową oraz Decyzją Nr 121/MON z dnia 08.04.2014 roku odznakę rozpoznawczą i proporczyk na beret.

Insygnia
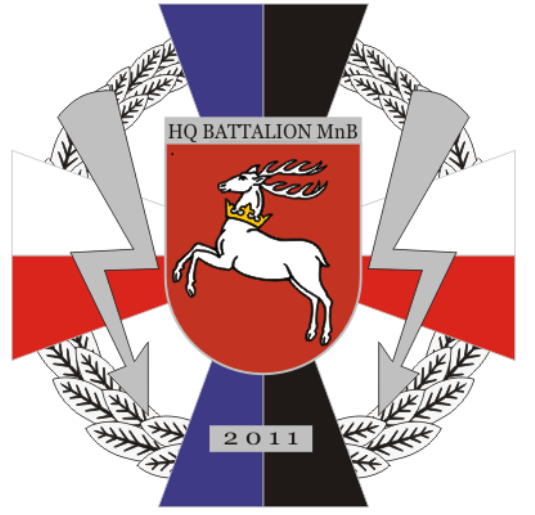
Odznaka pamiątkowa
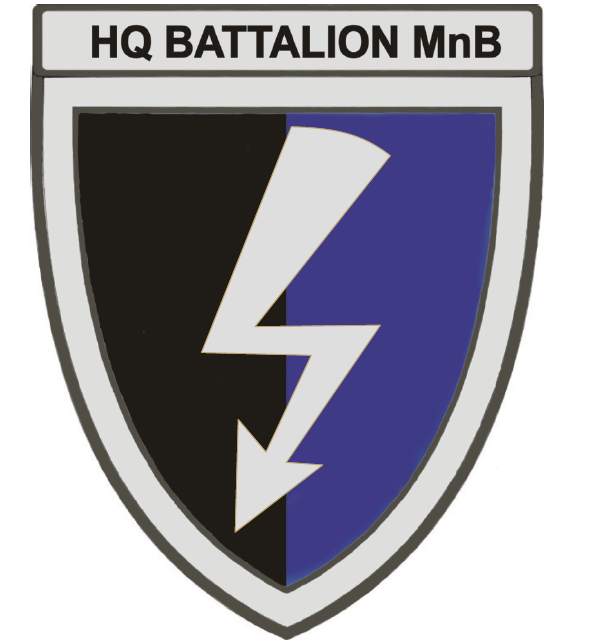
Oznaka rozpoznawcza na mundur wyjściowy
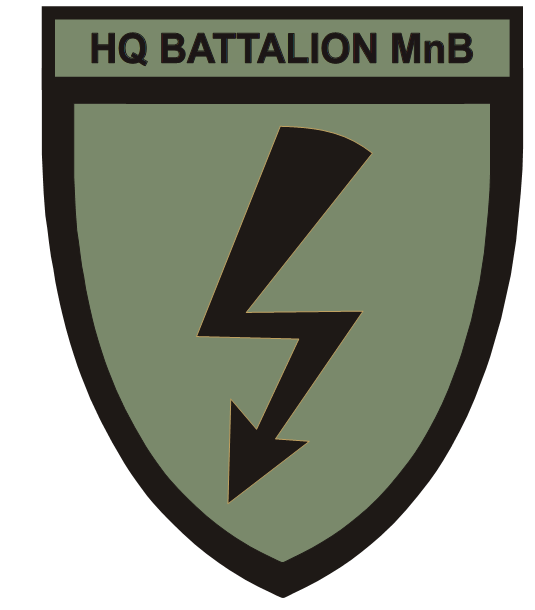
Oznaka rozpoznawcza na mundur polowy
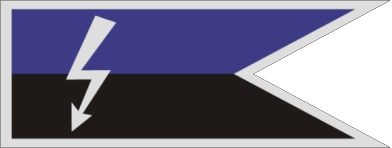
Proporczyk na beret

## Tradycje
Batalion dowodzenia Wielonarodowej Brygady (część polska) zgodnie z Decyzją Nr 142/MON Ministra Obrony Narodowej z dnia 7 lipca 2017 roku dziedziczy tradycje:
- 3 Dywizji Piechoty  - 1807 - 1813 r.,

- 3 Dywizji Piechoty  - 1831r.,

- 3 Dywizji Piechoty Legionów - 1919 – 1939 r.,

- 3 Dywizji Piechoty – 1940 r.,
- 3 Dywizji Piechoty Legionów Armii Krajowej – 1944 r. ,
- 3 Dywizji Zmechanizowanej Legionów im. R. Traugutta -1992 -1995 r.,
- 3 Brygady Zmechanizowanej Legionów im. Romualda Traugutta 1995 – 2011 r.

Tą samą decyzją nadano jednostce nazwę wyróżniającą "Lubelski" oraz ustalono święto na dzień 20 września w rocznicę bohaterskich czynów żołnierzy 3 Dywizji Piechoty Legionów w 1920 roku i 3 Dywizji Piechoty i Romualda Traugutta w walkach na Przyczółku Czerniakowskim we wrześniu 1944 roku.

## Patron
Patronem batalionu dowodzenia Wielonarodowej Brygady (część polska) został Romuald TRAUGUTT decyzją nr 142/MON Ministra Obrony Narodowej z dnia 7 lipca 2017 r.

## Struktura organizacyjna
- Dowództwo i sztab,
- kompania łączności,
- kompania zabezpieczenia,
- kompania logistyczna.

## Dowódcy batalionu
- 2011 - 2012 - ppłk Marek NÓŻKA,
- 2012 - 2017 - ppłk Robert KASPERCZUK,
- 2018 - nadal - ppłk Mariusz BRODALKA.